# ممرض سريري قائد

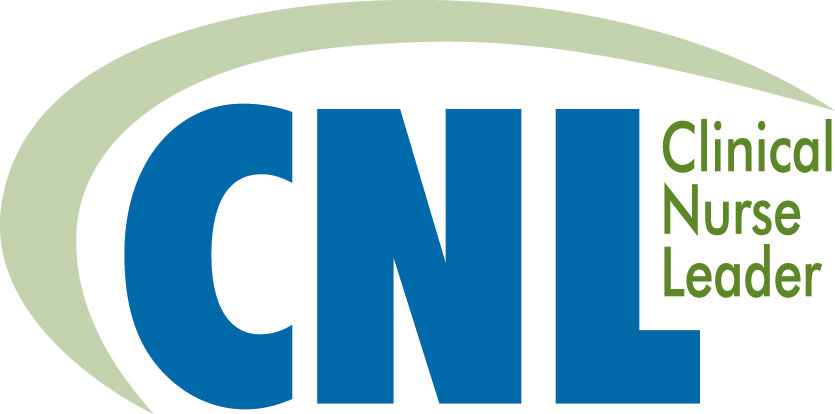

قائد الممرضين هو دور التمريض الجديد نسبيا التي تم تطويرها في الولايات المتحدة لإعداد الممرضين ذوي المهارات العالية التي تركز على تحسين نتائج الجودة والسلامة للمرضى أو السكان المرضى. و قاءد التمريض هو ممرض مسجل، مع درجة الماجستير في العلوم في التمريض الذي أكمل الدورات الدراسية التمريض المتقدمة، بما في ذلك الطبقات في الفيزيولوجيا المرضية، والتقييم السريري، وإدارة الشؤون المالية، وعلم الأوبئة، وقيادة نظم الرعاية الصحية والمعلوماتية السريرية، وعلم الصيدلة. قائد التمريض هو أخصائي نظم الرعاية الصحية التي تشرف على تنسيق رعاية المرضى، وتقييم المخاطر الصحية، ووضع استراتيجيات تحسين الجودة، وتسهيل التواصل الفريق، وتنفيذ الحلول القائمة على الأدلة على مستوى وحدة (ميكروسيستم). غالبا ما يعمل قائد التمريض مع أخصائيين ممرضة سريرية للمساعدة في تخطيط وتنسيق رعاية المرضى المعقدة.

## المناهج وشهادة تحرير
وتحدد الرابطة الأمريكية لكليات التمريض الكفاءات منمقة والمحدثة، وتطوير المناهج، والخبرات السريرية المطلوبة المتوقعة من كل خريج من برنامج التعليم ماجستير في القانون الوطني، جنبا إلى جنب مع مجموعة الحد الأدنى من التجارب السريرية المطلوبة لتحقيق نهاية البرنامج الكفاءات. لجنة شهادة الممرض، وهي ذراع مستقل للرابطة الأمريكية لكليات التمريض، توفر شهادة لقيادة الممرض السريري.
الرابطة الأمريكية لكليات التمريض، جنبا إلى جنب مع الممرضين التنفيذيين والمعلمين دور الممرض السريري القائد (أول دور جديد في التمريض في 35 عاما) ردا على التقرير الشامل معهد الطب (إيوم) عن الأخطاء الطبية، ل الخطأ هو الإنسان: بناء نظام الصحة الأكثر أمانا، الذي صدر في نوفمبر / تشرين الثاني 1999. ويقدر التقرير، الذي استقراء البيانات من دراستين سابقتين، أن ما بين 44,000 و 98,000 أمريكي يموتون كل عام نتيجة لأخطاء طبية. 

## تاريخ
وكان للمشاركة المشتركة من جانب قادة التعليم والممارسة دورا أساسيا في نجاح إنشاء دور الممرض القائد. وكان من بين أصحاب المصلحة الذين انضموا إلى الرابطة على فرقة العمل المعنية بالتنفيذ المنظمة الأمريكية للممرضين التنفيذيين وإدارة شؤون المحاربين القدامى. في إطار نظام الرعاية الصحية، تم بالفعل تحديد الحاجة للممرضات مع المهارات والمعارف مجموعة من قائدة الممرضين والممرضين واستكمال كل من العمل الأكاديمي والسريرية دون الحصول على الاعتراف للكفاءات المتقدمة التي يتم الحصول عليها. أول امتحان شهادة قائد التمريض عقد في أبريل وأيار 2007. في يوليو 2007، وافق مجلس إدارة آن على الكتاب الأبيض المنقح حول التعليم ودور قائد الممرضين السريرية.حاليا، وقد تم اعطاء شهادة 2500 قائد تمريض وقادرة على استخدام الاعتماد وعنوان قائد التمريض.